# Amalarico I de Jerusalén

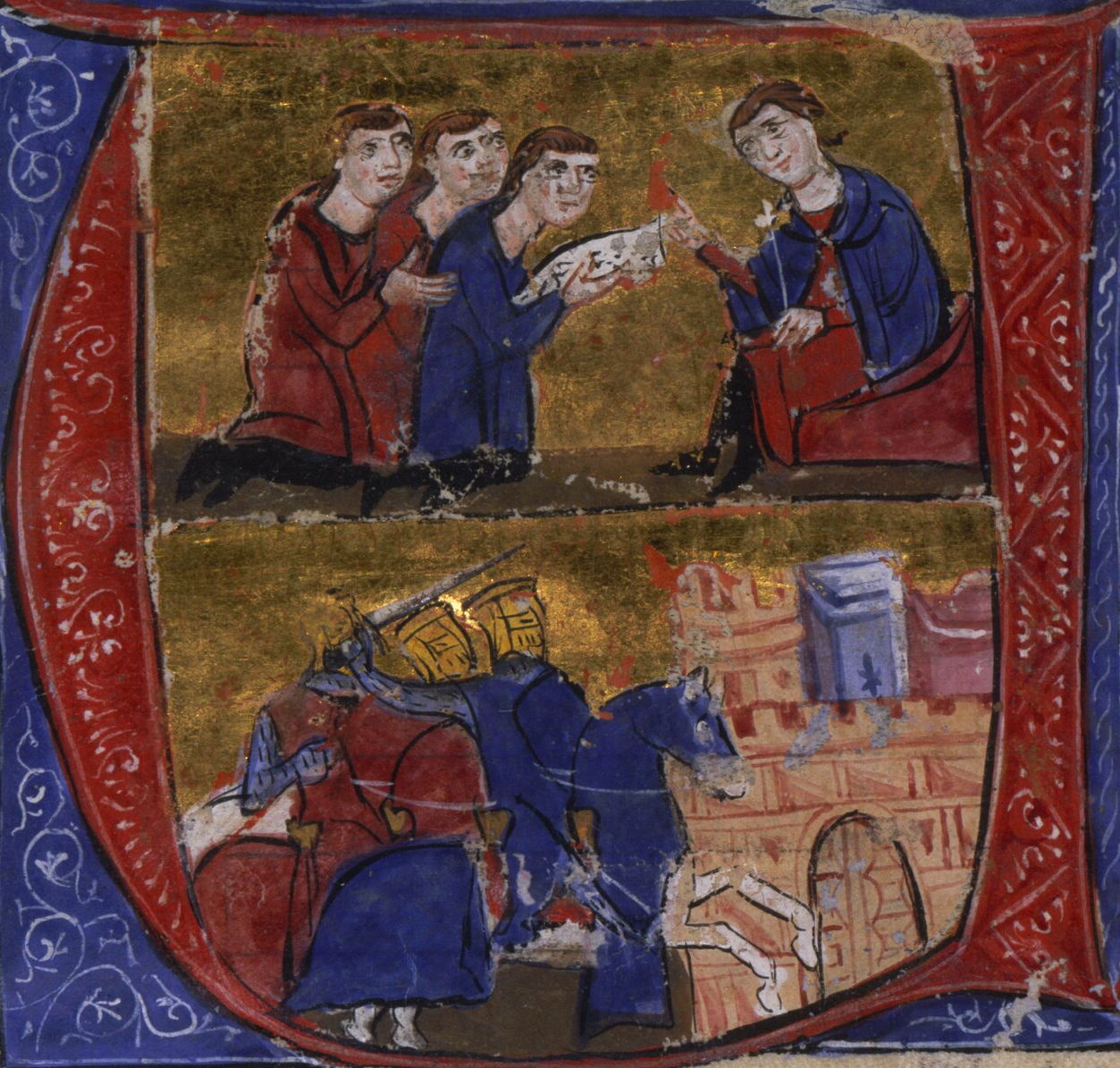
Amalarico con el emperador Manuel.

Amalarico I (también Amaury o Aimery) (1136 – 11 de julio de 1174) fue Rey de Jerusalén entre 1162 y 1174, y conde de Jaffa y Ascalón antes de su ascenso al trono. Amalarico era el segundo hijo de Melisenda I de Jerusalén y Fulco I de Jerusalén.

## Juventud
Tras la muerte del padre de Amalarico, el trono pasó conjuntamente a su madre Melisenda y a su hermano mayor Balduino III. Melisenda no dejó el poder cuando este último alcanzó la mayoría de edad, y hacia 1150 madre e hijo mantenían una relación hostil. La guerra civil estalló, y Amalarico, que había recibido el condado de Jaffa como apanage al llegar a la mayoría de edad en 1151, se mantuvo fiel a Melisenda hasta su derrota.
Amalarico se casó con Inés de Courtenay en 1157, que era hija de Joscelino II de Edesa. El Patriarca Fulco de Jerusalén puso objeciones al enlace por motivos de consanguinidad, pues compartían un cuarto abuelo. Inés le dio dos hijos: primero Sibila y luego el futuro Balduino IV. Ambos reinarían.

## Sucesión
Balduino III murió en 1162 y el reino pasó a Amalarico, aunque había cierta oposición a Inés entre la nobleza: la Haute Cour se negó a aceptar a Amalarico si no se anulaba su matrimonio. Quizá la hostilidad a Inés resulta exagerada por el cronista Guillermo de Tiro, pues años después ésta se opuso al ascenso de este al Patriarcado de Jerusalén. Pero en cualquier caso, la consanguinidad era motivo suficiente. Amalarico terminó cediendo y ascendió al trono sin ella, aunque Inés mantuvo el título de condesa de Jaffa y Ascalón, con sus rentas, y se casó posteriormente con Hugo de Ibelín. La iglesia determinó que sus dos hijos eran legítimos, lo que les mantuvo en el orden sucesorio.

## Conflictos con los estados musulmanes
Desde el ataque de Balduino III a Damasco en 1147, durante la Segunda Cruzada, la frontera norte del reino estaba amenazada por Nur al-Din, con un poder creciente en Mosul, Alepo y la propia Damasco. Jerusalén también perdió influencia frente al Imperio bizantino en el norte de Siria, cuando este impuso su soberanía sobre el principado de Antioquía.
Pero el principal teatro de operaciones fue Egipto bajo el gobierno de los fatimíes. Desde la época de Balduino I, los cruzados habían querido conquistar Egipto. La toma de Ascalón por Balduino III hizo que tal proyecto pareciese realizable.

### Invasiones de Egipto
Amalarico dirigió su primera expedición contra Egipto en 1163, justificada por la falta de pago del tributo por parte de los fatimíes. El visir Dirgham (que acababa de desbancar a Shawar) se enfrentó a los cruzados en Pelusio y fue derrotado. Los egipcios abrieron entonces las esclusas del Nilo e inundaron la región. Amalarico volvió a Jerusalén. Mientras, el depuesto Shawar buscó el apoyo de Nur al-Din, por lo que Dirgham se vio obligado a buscar apoyo en Amalarico, sin éxito, pues fue asesinado. Distintas luchas internas en Egipto forzaron el retorno de los cruzados en 1164, aunque no hubo continuidad en sus ataques por la presión de Nur al-Din desde el norte.
En 1167, Amalarico volvió a Egipto, estableciendo un campamento cerca de El Cairo. Tras una batalla indecisa, Amalarico tomó Alejandría, pero no pudo permanecer allí y tuvo que volver a Jerusalén tras obtener grandes tributos.

### Alianza bizantina
A su vuelta de Egipto en 1167, se casó con María Comneno, una bisnieta del emperador Manuel I Comneno. Las negociaciones habían durado dos años, sobre todo por la insistencia de Amalarico en recuperar la soberanía sobre Antioquía. Solo al ceder sobre este punto, pudo casarse con María en Tiro. Mientras tanto, la reina viuda Teodora Comnena se fugó a Damasco con su primo Andrónico, de forma que Acre volvió al patrimonio real de Jerusalén. También en esta época, Amalarico encargó a Guillermo de Tiro la redacción de la historia del reino.
En 1168 Amalarico y Manuel acordaron una alianza contra Egipto. Los caballeros hospitalarios apoyaron la invasión, mientras que los templarios rechazaron tomar parte en ella. El ataque se inició en octubre sin esperar a los refuerzos bizantinos. Llegaron a El Cairo, donde se les ofreció un gran tributo por retirarse. Entre tanto, Nur al-Din había enviado refuerzos, lo que forzó la retirada de los cruzados.

### Ascenso de Saladino
En 1169 Saladino pasó a ser visir de Egipto. Amalarico, preocupado, buscó ayuda sin éxito en Europa. Finalmente llegó una flota bizantina y en octubre Amalarico lanzó un nuevo ataque y asedió Damieta. El sitio se alargó e hizo presencia el hambre; finalmente hubo que firmar una tregua con Saladino.
De vuelta a Jerusalén, Amalarico se encontraba rodeado de enemigos. En 1170 Saladino atacó y tomó la ciudad de Eilat. Saladino fue declarado entonces sultán en 1171 al morir el último de la dinastía fatimí. Este ascenso supuso un cierto alivio para Jerusalén, pues Nur al-Din debía estar ahora preocupado con el ascenso de su poderoso vasallo. También en 1171 Amalarico viajó a Constantinopla y volvió a enviar en vano embajadores a las cortes europeas. Durante los siguientes años, la amenaza no solo vendría de Saladino y Nur al-Din, sino también de los Hashshashín.

## Muerte
Nur al-Din murió en 1174, tras lo cual Amalarico decidió asediar Banias. De vuelta, enfermó de disentería, para morir el 11 de julio de 1174. María Comnena le había dado dos hijas: Isabel, nacida en 1172, se casaría cuatro veces y sería reina; y María, aún por nacer. Balduino IV, el niño leproso, sucedería a su padre, trayendo de vuelta a la corte a su madre Inés de Courtenay (con su cuarto marido). 